# Speocera suratthaniensis
Espèce
Speocera suratthaniensis est une espèce d'araignées aranéomorphes de la famille des Ochyroceratidae.

## Distribution
Cette espèce est endémique de la province de Surat Thani en Thaïlande,. Elle se rencontre dans la grotte Tham Khu Ha.

## Étymologie
Son nom d'espèce, composé de suratthani et du suffixe latin -ensis, « qui vit dans, qui habite », lui a été donné en référence au lieu de sa découverte, la province de Surat Thani.

## Publication originale
- Deeleman-Reinhold, 1995 : The Ochyroceratidae of the Indo-Pacific region (Araneae). The Raffles Bulletin of Zoology Supplement, no 2, p. 1-103 (texte intégral).